# Benito Juárez (Cacahoatán)
Benito Juárez es una localidad del estado mexicano de Chiapas. Es parte del municipio de Cacahoatán.

## Toponimia
El nombre de la localidad rinde homenaje a Benito Juárez, presidente de México durante la Guerra de Reforma.

## Demografía
| Gráfica de evolución demográfica |
|                                  |

| Censo | Población |
| ----- | --------- |
| 1930  | 203       |
| 1940  | 254       |
| 1950  | 153       |
| 1960  | 356       |
| 1970  | 383       |
| 1980  | 514       |
| 1990  | 1 046     |
| 2000  | 1 150     |
| 2010  | 1 473     |
| 2020  | 1 708     |